# جيمي ألان (لاعب كرة قدم)
جيمي ألان (بالإنجليزية: Jimmy Allan)‏ هو لاعب كرة قدم بريطاني في مركز حراسة المرمى، ولد في 10 نوفمبر 1953 في اسكتلندا في المملكة المتحدة. لعب مع سويندون تاون.